# Palazzo Quaratesi
Il Palazzo Quaratesi si trova tra via Santa Maria a Pisa, a poca distanza dal Palazzo delle Vedove e dalla chiesa di San Nicola.
Dal 2015 è sede dell'Accademia di Belle Arti di Pisa.

## Storia
Palazzo Quaratesi fu costruito ex novo su disegno dello scultore/architetto fiammingo Pietro Francavilla, per volere del granduca Ferdinando I nell'ottica di quella politica di integrazione di Pisa nel sistema statale mediceo e di elevazione della città a seconda capitale del Granducato.
L'immobile, edificato tra il 1593 e il 1597, fu destinato a sede dell'antichissima istituzione pisana denominata “Pia Casa di Misericordia”, le cui origini risalgono al XIV secolo, e all'opera di carità di Padre Domenico Cavalca a favore dei poveri.
Nel 1618 il palazzo cambiò destinazione divenendo sede pisana del Cardinale Don Carlo de' Medici, fratello del Granduca.
Poco dopo passò alla nobilissima antica famiglia dei Marracci, imparentata con le più blasonate famiglie pisane e da questa, verso la fine del XVIII secolo, ai conti Curini Galletti, che lo abitarono fino al 1913 anno in cui passò tra i beni del Piccolo Credito Toscano. Per un breve periodo ne fu proprietario il professor Brunetti il quale, nel 1928, lo cedette alla famiglia fiorentina dei marchesi Quaratesi, allora residenti in Pisa nel Palazzo Galletti dell'odierna Via Serafini, poiché una loro esponente aveva sposato il professor D’Achiardi, rettore dell'Ateneo pisano.

## Descrizione
Il Palazzo, nonostante il degrado dovuto al tempo e all'inquinamento, mantiene intatta la sua configurazione di palazzo cinquecentesco in cui i singoli elementi scultorei si innestano su una struttura unitaria e compatta. Il palazzo fu costruito interamente dalle fondamenta, cosa assai infrequente a Pisa dove il tessuto urbano medievale costituisce il substrato con cui ogni architetto deve fare i conti, e non ha subito significativi interventi di riconfigurazione, quanto meno all'esterno, tipici del modus operandi sette-ottocentesco.
L'edificio si eleva su una pianta quasi perfettamente iscrivibile in un quadrato. L'effetto monumentale della facciata è riposto nell'enfatizzazione degli elementi architettonici lungo l'asse di simmetria (scalinata, portale, balaustra, finestra con timpano) e, rispetto ad esso, nella distribuzione speculare delle aperture principali ordinate su tre livelli. All'aspetto manierista contribuisce la varietà scultorea delle mensole, delle cornici e dei timpani ora curvilinei, ora triangolari, ora orizzontali, disposti alternativamente sopra le aperture. Anche l'anomala concavità della facciata è forse riconducibile al gusto per la “maniera” e all'ingombrante presenza della scala di ingresso, piuttosto che unicamente all'andamento di via Santa Maria.
La facciata è di nobile aspetto. Le finestre e il balcone sono riccamente decorati con pietrame delle cave della Gonfolina, e una grande scalinata esterna della stessa pietra contribuisce all'imponenza di questo edificio. Sopra il portone il busto al centro rappresenta il benefico promotore dell'opera, Ferdinando I de' Medici.
Nella seconda metà del XVIII secolo, in occasione del matrimonio di Jacopo Curini con Maria Maddalena Galletti, furono intrapresi fastosi lavori di abbellimento.
La volta del salone del primo piano detto salone rosso fu affrescata nel decennio 1730-40 da Gian Domenico Ferretti. L'affresco rappresenta l'imperatore Giustiniano mentre detta il Pandette. In basso, l'imperatore, vestito all'antica e coronato di alloro, siede tra i suoi consiglieri, in atto di dettare le leggi ad uno scriba, e comanda di bruciare i codici precedenti. In alto sono raffigurati Giove, Giunone, Venere e altre divinità femminili, Ercole e la Giustizia, riuniti per assistere all'evento. Al centro, Mercurio, personificazione dell'industriosità e del commercio. 

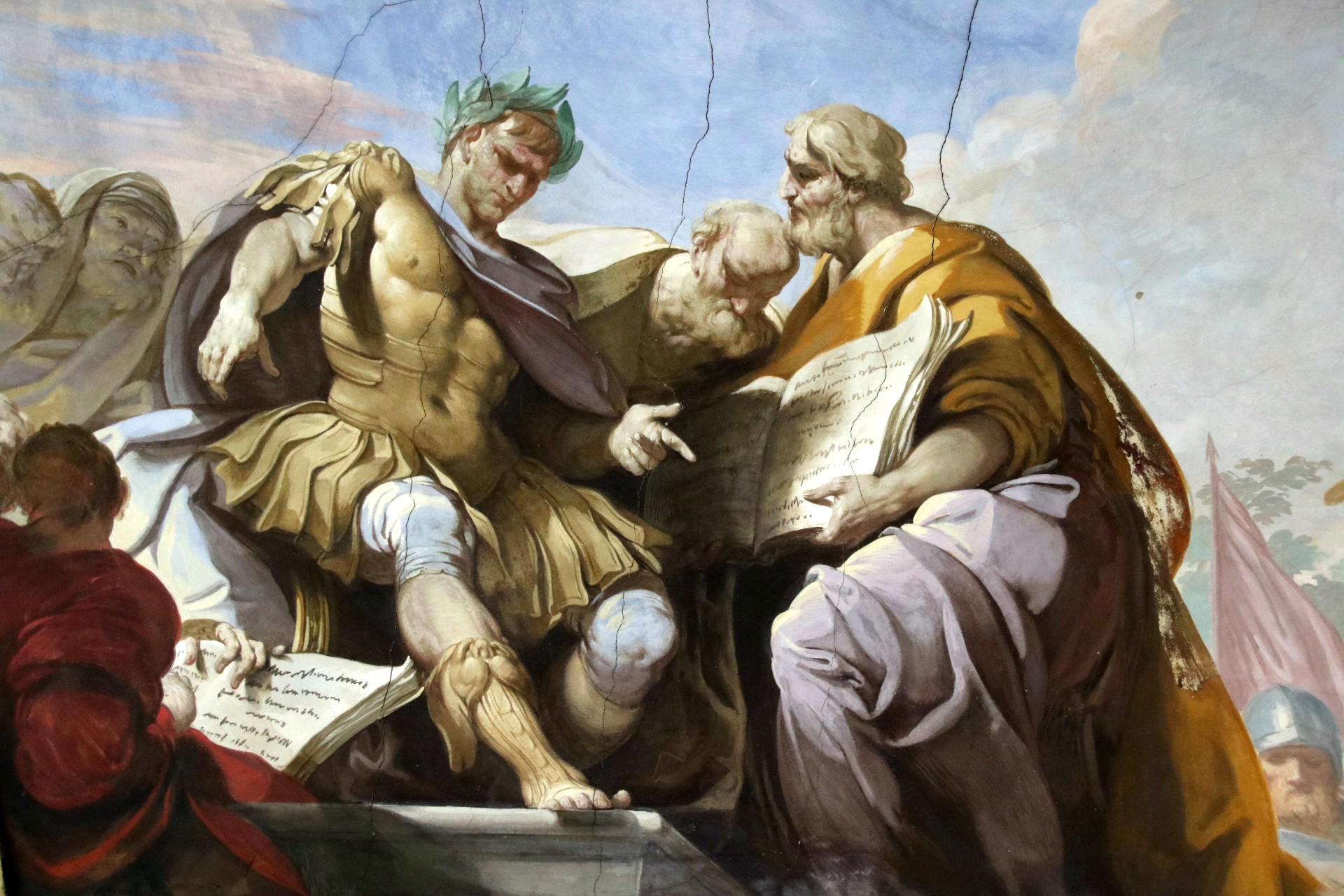
L’imperatore Giustiniano mentre detta le Pandette di Giovanni Domenico Ferretti, 1730-1740

Agli angoli della volta Giovanni Ridolfo Furlani (o Frullani) rappresentò con la tecnica dello stucco le quattro parti del mondo: l'Asia è seduta su un cammello; l'Europa su un toro coronato di fiori; l'Africa tiene in mano uno scorpione ed è accompagnata da un putto con un fascio di spighe di grano; l'America, coronata di piume, tiene in mano una freccia e calpesta una figura maschile mostruosa, personificazione del paganesimo.
Lungo i lati della volta sono raffigurati in stucco l'Arno accompagnato dagli emblemi di Pisa e di Firenze, e quattro vedute di città. Si riconoscono i monumenti di Piazza del Duomo e il porto di Livorno.
Nella parete di fondo è conservato un busto che ritrae Antonio Curini, figlio del celeberrimo iuris consulto Biagio.
Nella volta di una sala adiacente, con affaccio in Via Santa Maria, entro un ovale, Tommaso Tommasi nel XVIII secolo affrescò con la tecnica della tempera un'allegoria della città di Pisa, raffigurata come una giovane donna affiancata da due putti. In alto le personificazioni della Giustizia e dell'Abbondanza. In basso, il fiume Arno.

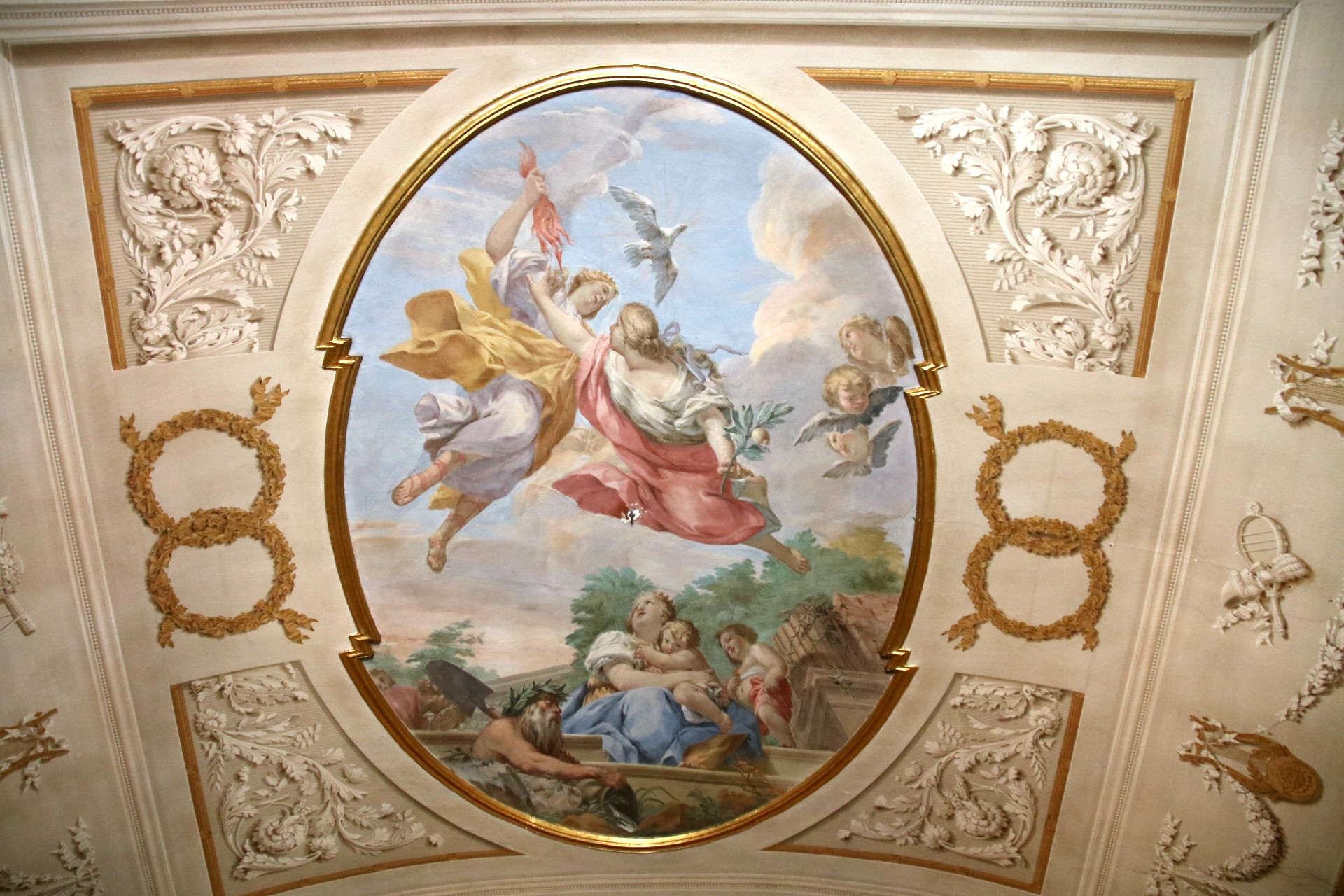
Allegoria della città di Pisa, come giovane donna affiancata da due putti di Tommaso Tommasi, sec.XVIII